# Ivars Peterson
Ivars Peterson (* 4. Dezember 1948) ist ein kanadischer Journalist lettischer Herkunft, der durch populäre Artikel und Bücher zur Mathematik und den Naturwissenschaften  hervorgetreten ist.
Peterson studierte Physik, Chemie und Pädagogik an der University of Toronto (Bachelor-Abschluss) und unterrichtete dann acht Jahre an Schulen, bevor er 1980 noch einen Master-Abschluss in Journalistik an der University of Missouri in Columbia machte. Er schrieb über 25 Jahre für das wöchentlich erscheinende  US-Wissenschaftsmagazin Science News in Washington, D.C. und ist bekannt durch eine wöchentliche Online-Kolumne Ivars Peterson’s Math Trek. Zurzeit ist er als Verlagsleiter und Verantwortlicher für Öffentlichkeitsarbeit (Director of Publications and Communications) bei der Mathematical Association of America tätig. Er lebt in Washington D.C.
Er ist bekannt für mehrere populärwissenschaftliche Mathematikbücher, die teilweise aus seinen Kolumnen entstanden. Über 10 Jahre schrieb er eine Mathematikkolumne in der populärwissenschaftlichen Zeitschrift für Jugendliche Muse. 1991 erhielt er den Joint Policy Board for Mathematics Communications Award, der unter anderem von der MAA und der American Mathematical Society für Popularisierung der Mathematik vergeben wird.

## Schriften
- Mathematische Expeditionen- ein Streifzug durch die moderne Mathematik, Spektrum 1992, 1998  (englisches Original: The Mathematical Tourist: Snapshots of Modern Mathematics, W. H. Freeman 1988, 1998)
- Islands of Truth: A Mathematical Mystery Cruise, W.H. Freeman, 1990
- Was Newton nicht wußte: Chaos im Sonnensystem, Birkhäuser 1999, Insel 1997 (englisches Original: Newton’s Clock: Chaos in the Solar System, W.H. Freeman, 1993)
- Fatal Defect: Chasing Killer Computer Bugs, Times Books, 1995
- The Jungles of Randomness: A Mathematical Safari, Wiley, 1998
- Fragments of Infinity: A Kaleidoscope of Math and Art, Wiley, 2001
- Mathematical Treks: From Surreal Numbers to Magic Circles, Mathematical Association of America, 2002

Mit seiner Frau Nancy Henderson schrieb er zwei Mathematikbücher für Kinder:
- Math Trek: Adventures in the MathZone, Wiley, 2000
- Math Trek 2: A Mathematical Space Odyssey, Wiley, 2001